# توم نيكول
توم نيكول (بالإنجليزية: Tom Nicol)‏ هو لاعب كرة قدم بريطاني (وحمل سابقاً جنسية المملكة المتحدة لبريطانيا العظمى وأيرلندا) في مركز الهجوم، ولد في 24 فبراير 1870 في المملكة المتحدة، وتوفي في 10 يونيو 1915 في المملكة المتحدة. لعب مع بلاكبيرن روفرز ونادي بيرنلي ونادي ساوثهامبتون.